# Ткаченко, Виктор Ильич
Виктор Ильич Ткаченко (10.01.1931 — 25.11.1975) - горнорабочий очистного забоя шахты № 3—2-бис комбината «Ростовуголь» Министерства угольной промышленности СССР, Ростовская область, Герой Социалистического Труда (1971). 

## Биография
К 100-летнему юбилею Ленина бригада Ткаченко установила рекордную добычу на комбайне КЦТГ — 19 тыс. тонн в месяц. Такая нагрузка на широкозахватный комбайн на маломощных пластах так и осталась непревзойденной в как в «Ростовугле», так и в «Гуковугле». В 1971 году за высокопроизводительную работу бригадир комбайновой бригады шахты 3-2-бис Виктор Ильич Ткаченко удостоен звания Героя Социалистического Труда.